# Moneilema crassipes
Moneilema crassipes là một loài bọ cánh cứng trong họ Cerambycidae.